# Rhyacophila hoabinha
Rhyacophila hoabinha är en nattsländeart som beskrevs av Olah 1987. Rhyacophila hoabinha ingår i släktet Rhyacophila och familjen rovnattsländor. Inga underarter finns listade i Catalogue of Life.